# Мосолов, Евгений Васильевич
Евге́ний Васи́льевич Мосоло́в (15 [28] января 1912, Тула, Российская Империя — 19 июля 1979, Москва, СССР) — советский хозяйственный, государственный и политический деятель. Управляющий делами Московского городского и областного комитетов КПСС  (1958 — 1979).

## Биография
Родился 28 января 1912 года в городе Туле в семье рабочего. После окончания в 1929 году фабрично-заводского училища работал токарем, техником, мастером на Тульском оружейном заводе. Окончив вечерний рабфак, он поступил в Московский энергетический институт и, получив специальность инженера - теплотехника, работал на предприятиях Мосэнерго. Член ВКП(б) с 1932 года.
В 1942 году был выдвинут на партийную работу в Московский горком партии (МГК КПСС), где работал инструктором, затем заместителем заведующего отделом тяжелой промышленности.
С 1953 года — главный инженер ТЭЦ-16 Мосэнерго. Работая на этой должности внёс значительный вклад в организацию строительства данной электростанции, монтажа оборудования и пуско-наладочных работ на ней.
В 1955 году был избран председателем исполкома Ленинградского райсовета г. Москвы.
С 1958 года до последних дней своей жизни работал управляющим делами МГК и МК КПСС. Его деятельность была непосредственно связана с работой городской и областной партийных организаций. Со свойственной ему деловитостью, высокой ответственностью, инициативой и целеустремленностью все свои знания, большую энергию и богатый опыт он отдавал решению поставленных задач. Неоднократно избирался депутатом Московского городского и областного Советов народных депутатов.
За большие заслуги перед страной был награждён многими государственными наградами.
Скончался после тяжёлой болезни 19 июля 1979 года. Похоронен в Москве на Новодевичьем кладбище (2 уч. 5 ряд).

## Награды
- два ордена Трудового Красного Знамени[1];
- три ордена «Знак Почёта»[1]
- медали в том числе[1]:
  - «За оборону Москвы»;
  - «За доблестный труд в Великой Отечественной войне 1941—1945 гг.»;
  - «Ветеран труда»
- Почётная грамота Президиума Верховного совета РСФСР (1962)[1][4].